# Mascotelos
Mascotelos é uma povoação portuguesa do Município de Guimarães que foi sede da extinta Freguesia de Mascotelos, freguesia que tinha 1,26 km² de área e 1 631 habitantes (2011), e, por isso, uma densidade populacional de 1 294,4 hab/km².
A Freguesia de Mascotelos foi extinta em 2013, no âmbito de uma reforma administrativa nacional, para, em conjunto com a Freguesia de Santiago de Candoso, formar uma nova freguesia denominada União das Freguesias de Candoso São Tiago e Mascotelos com a sede em Candoso São Tiago.

## População
| População da freguesia de Mascotelos (1864 – 2011) | População da freguesia de Mascotelos (1864 – 2011) | População da freguesia de Mascotelos (1864 – 2011) | População da freguesia de Mascotelos (1864 – 2011) | População da freguesia de Mascotelos (1864 – 2011) | População da freguesia de Mascotelos (1864 – 2011) | População da freguesia de Mascotelos (1864 – 2011) | População da freguesia de Mascotelos (1864 – 2011) | População da freguesia de Mascotelos (1864 – 2011) | População da freguesia de Mascotelos (1864 – 2011) | População da freguesia de Mascotelos (1864 – 2011) | População da freguesia de Mascotelos (1864 – 2011) | População da freguesia de Mascotelos (1864 – 2011) | População da freguesia de Mascotelos (1864 – 2011) | População da freguesia de Mascotelos (1864 – 2011) |
| -------------------------------------------------- | -------------------------------------------------- | -------------------------------------------------- | -------------------------------------------------- | -------------------------------------------------- | -------------------------------------------------- | -------------------------------------------------- | -------------------------------------------------- | -------------------------------------------------- | -------------------------------------------------- | -------------------------------------------------- | -------------------------------------------------- | -------------------------------------------------- | -------------------------------------------------- | -------------------------------------------------- |
| 1864                                               | 1878                                               | 1890                                               | 1900                                               | 1911                                               | 1920                                               | 1930                                               | 1940                                               | 1950                                               | 1960                                               | 1970                                               | 1981                                               | 1991                                               | 2001                                               | 2011                                               |
| 161                                                | 158                                                | 173                                                | 210                                                | 212                                                | 168                                                | 208                                                | 309                                                | 471                                                | 622                                                | 708                                                | 876                                                | 1 097                                              | 1 328                                              | 1 631                                              |